# Гонсалес, Хулио Сесар
Хулио Сесар Гонсалес Ибарра (исп. Julio César González Ibarra; 30 июля 1976, Герреро-Негро — 11 марта 2012, там же) — мексиканский боксёр-профессионал, выступавший в полутяжёлой весовой категории. Чемпион мира в полутяжёлой (версия WBO, 2003—2004) весовой категории.

## 1997—2001
Дебютировал в апреле 1997 года.

## 2001-07-28Рой Джонс—Хулио Сесар Гонсалес
- Место проведения:  Стэплс Центр, Лос-Анджелес, Калифорния, США
- Результат: Победа Джонса единогласным решением в 12-раундовом бою
- Статус: Чемпионский бой за титул WBC в полутяжёлом весе (9-я защита Джонса); чемпионский бой за титул WBA в полутяжёлом весе (8-я защита Джонса); чемпионский бой за титул IBF в полутяжёлом весе (5-я защита Джонса); чемпионский бой за титул IBO в полутяжёлом весе (2-я защита Джонса)
- Рефери: Рауль Каис младший
- Счёт судей: Роберт Бёрд (119—106), Ларри Розадилла (118—107), Питер Трематерра (119—106) — все в пользу Джонса
- Вес: Джонс 78,47 кг; Гонсалес 79,00 кг
- Трансляция: HBO TVKO
- Счёт неофициального судьи: Харольд Ледерман (119—107 Джонс)

В июле 2001 года Гонсалес вышел на бой против абсолютного чемпиона в полутяжёлом весе Роя Джонса. Джонс доминировал весь бой. В 1-м раунде чемпион встречным левым хуком послал претендента в нокдаун. В 5-м раунде тем же левым хуком он вновь отправил Госналеса в нокдаун. В 12-м раунде Джонс снова левым хуком попал в челюсть претенденту. У того подкосились ноги и он упал на колени, однако сразу же поднялся. По окончании 12 раундов Джонсу была присуждена единогласная победа.

## 2002—2007
В октябре 2003 года Хулио Сесар Гонсалес в Германии встретился с обладателем титула WBO в полутяжёлом весе осевшим там непобеждённым поляком Дариушем Михалчевски. Гонсалес доминировал. По итогам 12-ти раундом судьи раздельным решением отдали победу мексиканцу.
В январе 2004 Гонсалес вновь в Германии встретился с осевшим там непобеждённым венгром Жёлтом Эрдеем. Судьи единогласно отдали победу венгру.
В декабре 2004 года Гонсалес нокаутировал в 8-м раунде Дэвида Телеско.
В мае 2005 Гонсалес в элиминаторе техническим решением после 6-го раунда победил Монтелла Гриффина.
В ноябре 2005 года Гонсалес проиграл по очкам чемпиону мира в полутяжёлом весе по версии IBF Клинтону Вудсу.
В ноябре 2006 года Гонсалес в элиминаторе победил по очкам Джейсона Де Лайла.
В сентябре 2007 года Гонсалес во 2-й раз встретился с чемпионом мира в полутяжёлом весе по версии IBF Клинтоном Вудсом. Как и в 1-й встрече британец победил по очкам.